# Liste der Straßen und Plätze in Kiel/A

## Aa

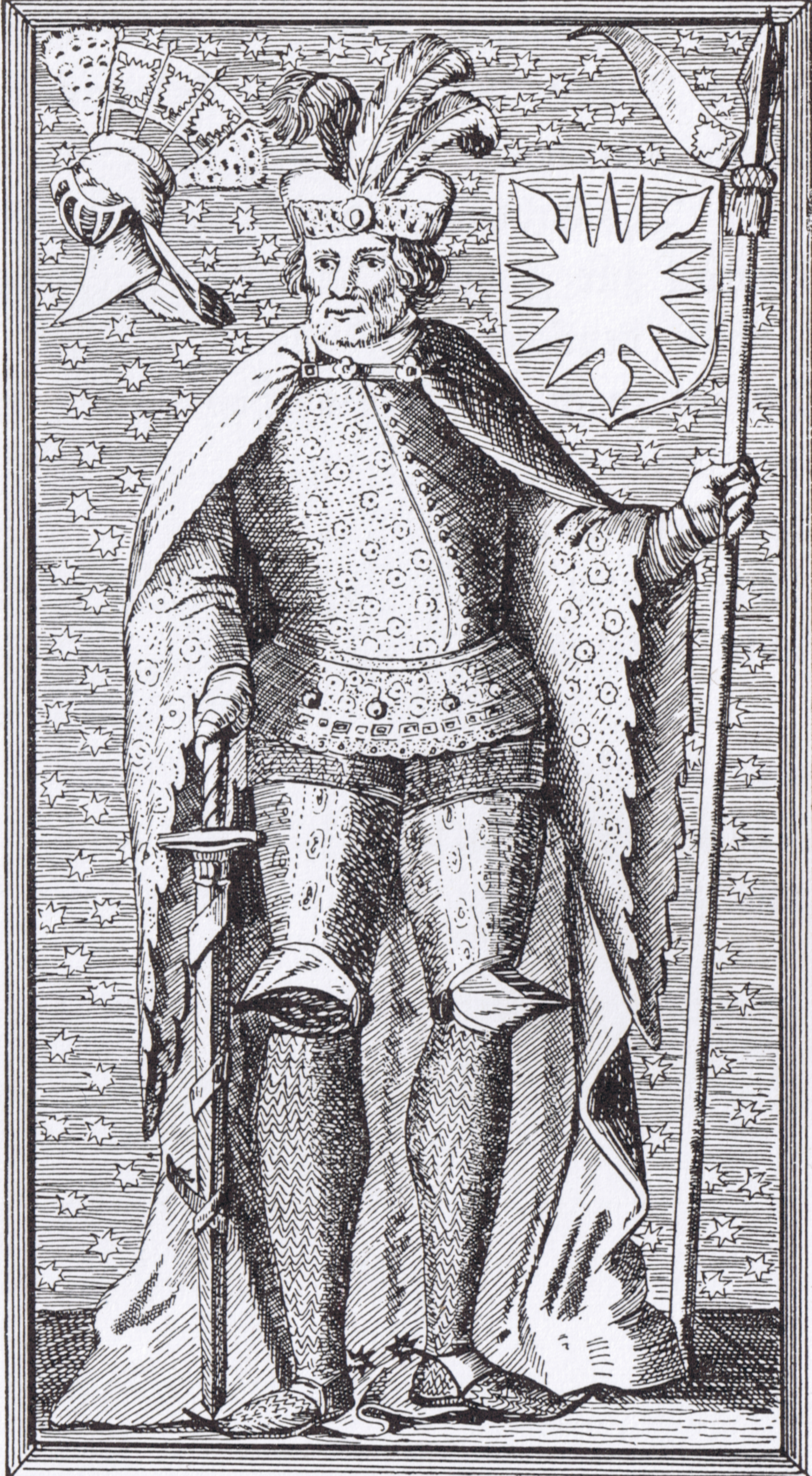
Adolf IV

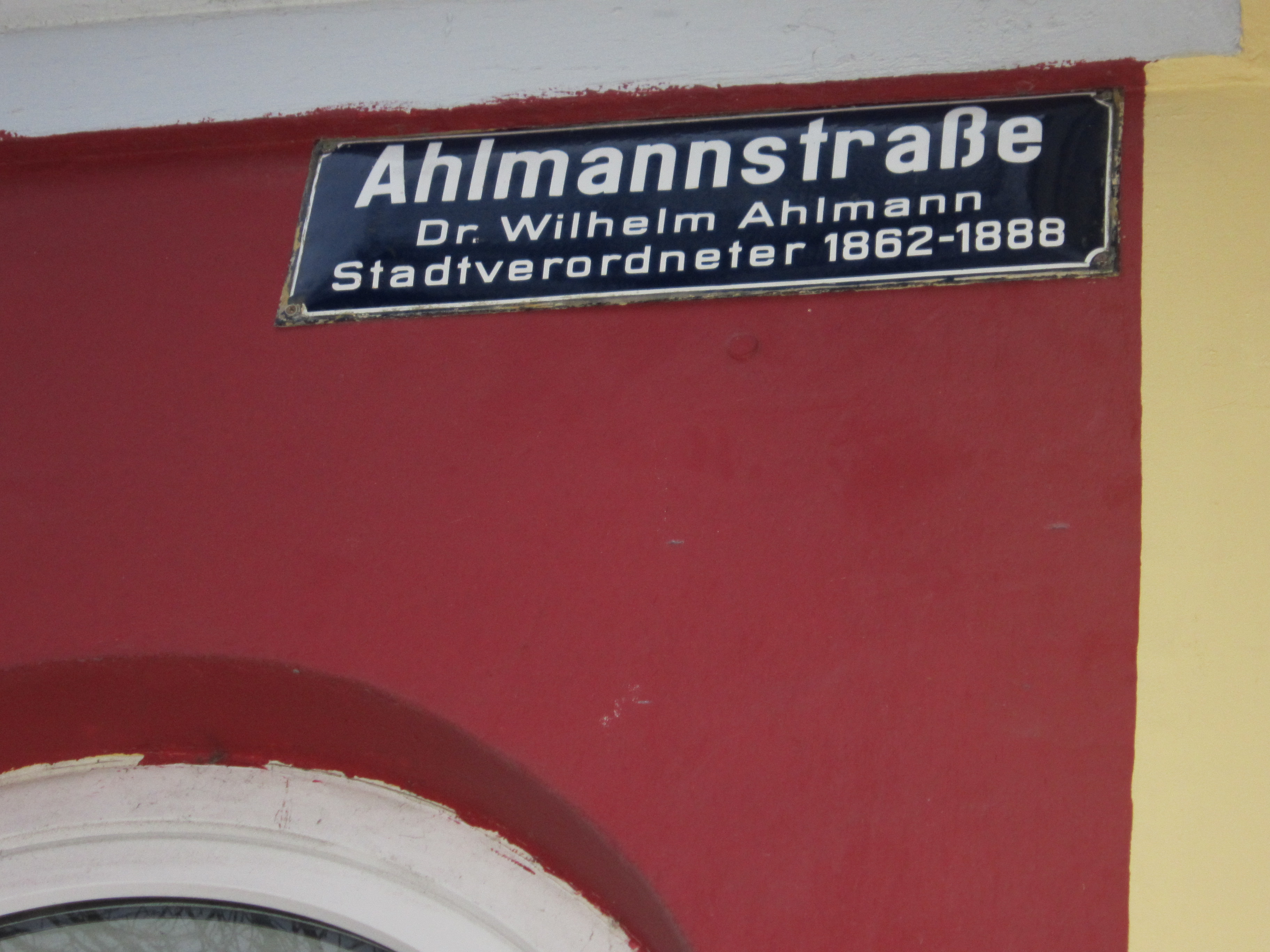
Straßenschild Ahlmannstraße mit Erklärung

Aalborgring, Mettenhof
1967 nach der dänischen Hafenstadt Aalborg benannt.
Aarhusstraße, Mettenhof
1967 nach der dänischen Hafenstadt Aarhus benannt.
* Abschiedswiese, Moorsee
2004 nach einer alten Flurbezeichnung benannt, 2005 umbenannt in An der Meierei.
Achter de Kark, Südfriedhof
1964 wurde der Name festgelegt – Hinter der Kirche (Vicelinkirche).
Achterkamp, Wik
1936 nach einer alten Flurbezeichnung benannt (entfernt liegendes Land).
Achtersoll, Meimersdorf
1999 nach Flurnamen bzw. Flurstücksbezeichnung benannt.
Achterwehrer Straße, Hassee
1911 nach der Gemeinde Achterwehr benannt.
Achterwurth, Pries
1936 nach einer Flurbezeichnung benannt (Wurth = Erhöhung).
Adalbertstraße, Wik
vor 1885 angelegt als Neuer Weg, 1910 erhält ein Teil den Namen Adalbertstraße nach Prinz Adalbert von Preußen. Sie wurde also offenbar nicht nach dem Marine-Baubeamten Adalbert Kelm, der durch den Bau der Marineschule Mürwik in Flensburg Bekanntheit erlangte und darüber hinaus auch nachhaltig in Kiel wirkte benannt.
Adelheidstraße, Exerzierplatz
1877 als Untere Straße angelegt, 1910 umbenannt in Adelheidstraße nach Prinzessin Adelheid zu Hohenlohe-Langenburg.
* Admiral-Scheer-Straße, Wik
angelegt als Dorfstraße, 1897 erstmals aufgeführt im Kieler Adressbuch, 1936 umbenannt in Admiral-Scheer-Straße, 1947 Straße wird in die Feldstraße einbezogen.
* Adolf-Hitler-Platz, Vorstadt
1869 erhielt das Gelände zwischen Kehdenbrücke, Fleethörn und Kleiner Kiel den Namen Neumarkt, 1933 umbenannt in Adolf-Hitler-Platz, 1945 umbenannt in Rathausplatz.
* Adolf-Hitler-Straße, Kroog
1927 angelegt als Straße H in der Landhaussiedlung Kroog, 1933 umbenannt in Adolf-Hitler-Straße, 1939 umbenannt in Sonthofener Straße.
Adolfplatz, Blücherplatz
1894 erstmals im Kieler Adressbuch aufgeführt, nach Graf Adolf IV. von Holstein benannt.
Adolfstraße, Brunswik
1886 nach Graf Adolf IV. von Holstein benannt.
Adolf-Westphal-Straße, Südfriedhof
1980 nach Konsul Adolf Westphal (7. Oktober 1910 bis 10. März 1971) benannt, seit Kriegsende Generaldirektor der Howaldtswerke.
* Aegirplatz, Schilksee
1965 wurde der Name festgelegt, Platz vor dem Segelboothafen, 1968 wurde der Platz in den Olympiahafen Schilksee integriert.
Ahlmannstraße, Ravensberg
1907 nach Dr. Wilhelm Ahlmann (13. Juli 1817 bis 15. September 1910) benannt, Gründer der Ahlmannbank (heute Deutsche Bank AG Filiale Kiel) und Stadtverordneter von 1862 bis 1888.
Ahornweg, Suchsdorf
1964 wurde der Name festgelegt, Wohngebiet mit Straßennamen aus dem Bereich der Botanik.
* Ahrenshorst, Wellingdorf
1936 nach einer Flurbezeichnung benannt, 1971 in den Rundweg einbezogen.

## Al

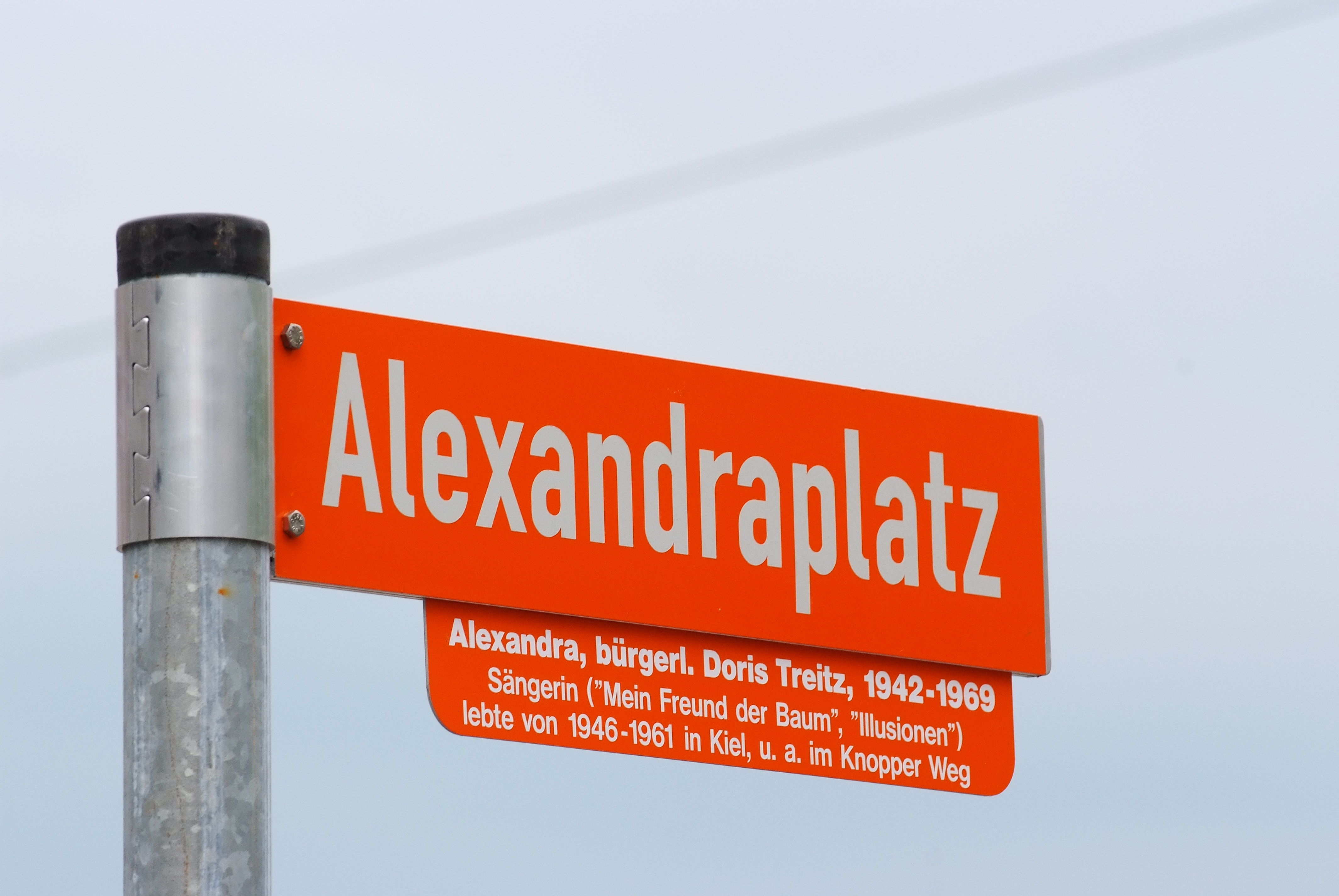

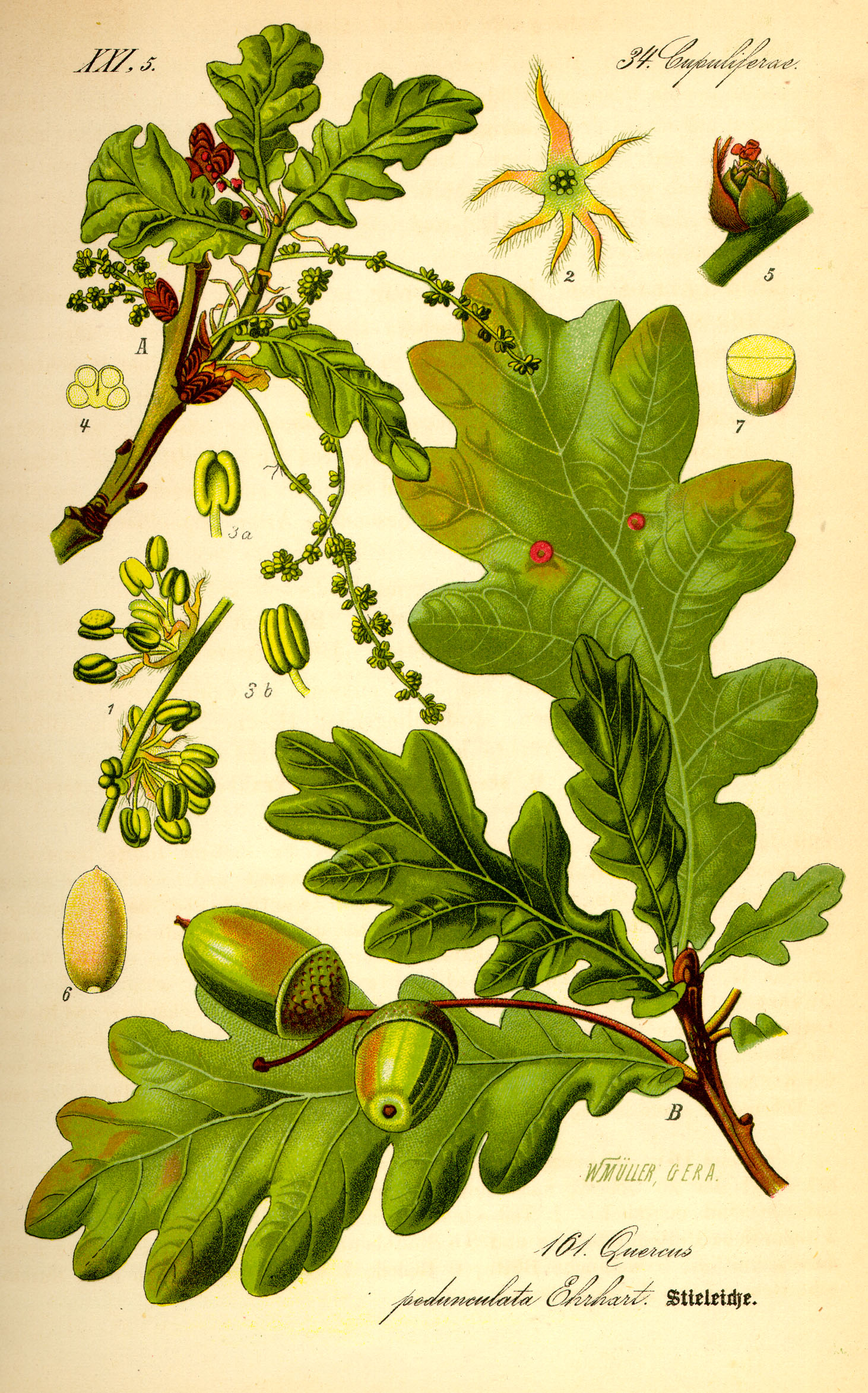
Stieleiche Illustration

Albatrosstraße, Schilksee
1974 nach dem Seevogel Albatros benannt.
Albert-Schweitzer-Weg, Neumühlen-Dietrichsdorf
2007 nach Albert Schweitzer benannt.
Alexandraplatz, Ravensberg
2009 nach der Sängerin Alexandra benannt.
Alfons-Huysmans-Ring, Neumühlen-Dietrichsdorf
1994 nach Alfons Huysmann (13. April 1922 bis 11. April 1945) benannt – Der Name erinnert an einen flämischen Zwangsarbeiter, der seit Mai 1943 im Gemeinschaftslager Dietrichsdorf I gemeldet war. Kurz vor Kriegsende kam er im sogenannten Arbeitserziehungslager Nordmark in Russee ums Leben, vermutlich durch Gewalt oder Hunger. Der Name Huysmans steht stellvertretend für alle Zwangsarbeiter, die zwischen 1939 und 1945 im Stadtteil leben und arbeiten mussten. Mehr als hundert sind auf dem Friedhof Dietrichsdorf und in einem Massengrab am Feldweg Specken begraben.
Alfons-Jonas-Platz, Gaarden-Ost
1997 nach Alfons Jonas benannt – Jonas war ein angesehener und beliebter Geschäftsmann, der nach dem Ersten Weltkrieg das Gaardener Kaufhaus übernahm, das sein Vater 1907 erbaut hatte. Da er Jude war, verließ die Familie Deutschland im Februar 1934, um der Verfolgung durch Nationalsozialisten zu entgehen und zog über die Schweiz nach Israel. (Kieler Nachrichten 17. Mai 1997)
Algenweg, Schilksee
1962 wurde der Name festgelegt, es wurden Straßennamen gewählt, die auf den Charakter des Ortsteiles Schilksee als Badeort hinweisen – hier Algen.
Allgäuer Straße, Kroog, Elmschenhagen
1927 als Straße H in der Landhaussiedlung Siedlung Kroog angelegt, 1933 in Goebbelsstraße umbenannt, 1939 nach dem Landschaftsraum Allgäu in Allgäuer Straße umbenannt.
Alsenstraße, Ravensberg
1893 Auslegung der Straße zwischen Knooper Weg und Hansastraße, 1894 wurde der Name zur Erinnerung an die Kämpfe um die Insel Alsen im Deutsch-Dänischen Krieg von 1864 festgelegt.
* Alte Brückenstraße, Moorsee
1957 wurde der Name festgelegt, 1972 aufgehoben – südlicher Teil wird Kieler Weg, nördlicher Teil wird Meimersdorfer Moor.
Alte Chaussee, Suchsdorf
als Eckernförder Chaussee angelegt, 1789 noch ohne Namen auf der Topographisch Militärischen Charte des Herzogtums Holstein (1789–1796) Nr. 10 von Major Gustav Adolf von Varendorf eingezeichnet, 1894 wurde mit der Errichtung der Levensauer Hochbrücke die Eckernförder Chaussee in einer Kurve über den Brückenauffahrtsdamm umgeleitet. Der dadurch abgetrennte Teil wird die Alte Chaussee, 1949 erstmals im Kieler Adressbuch aufgeführt.
Alte Dorfstraße, Suchsdorf
als Dorfstraße und Rosenstraße angelegt, 1789 noch ohne Namen auf der Topographisch Militärischen Charte des Herzogtums Holstein (1789–1796) Nr. 10 von Major Gustav Adolf von Varendorf eingezeichnet – siehe Karte, 1949 erstmals im Kieler Adressbuch aufgeführt, 1958 wurde die Rosenstraße in die Dorfstraße einbezogen und danach in Alte Dorfstraße umbenannt, 1969 wurde der Anfang der bisherigen Alten Dorfstraße in Buernkrog und Sukoring umbenannt.
Alte Eichen, Gaarden-Süd
1950 wurde der Name festgelegt, der Straßenname steht in Verbindung mit dem Wohngebiet Grünes Herz – hier Eichen.
Alte Gärtnerei, Hassee, Gaarden-Süd
1999 wurde der Name festgelegt – Der Name Alte Gärtnerei knüpft an die frühere Nutzung des Geländes an.
Alte Lübecker Chaussee, Gaarden-Süd, Südfriedhof
als Lübecker Chaussee angelegt, 1789 noch ohne Namen auf der Topographisch Militärischen Charte des Herzogtums Holstein (1789–1796) Nr. 21 von Major Gustav Adolf von Varendorf eingezeichnet – siehe Karte, 1872 erstmals im Kieler Adressbuch aufgeführt, 1926 in Alte Lübecker Chaussee umbenannt, 1972 wurde das Teilstück zwischen der Bahnlinie und der Sörensenstraße in Zum Brook umbenannt, 1983 wurde das Teilstück zwischen Lübscher Baum und Tonberg in Lauenburger Straße umbenannt – Alte Heerstraße durch Ostholstein nach Lübeck.
* Altenholzer Straße, Holtenau
1980 wurde das vor einigen Jahren neu gebaute Teilstück der Dänischenhagener Straße in Richtung Altenholz-Klausdorf in die Altenholzer Straße einbezogen, 1997 wurde das Schlussstück der Altenholzer Straße zwischen Roter Kate und Dänischenhagener Straße in die Gemeinde Altenholz umgemeindet.
Altenrade, Hassee
vor 1910 Am Hasseer Bahnhof und Bahnhofstraße, 1910 wurde die Straße Am Hasseer Bahnhof nach einer Flurbezeichnung in Altenrade umbenannt.
Altenteichstraße, Wellingdorf
als Altenteich angelegt, 1789 noch ohne Namen auf der Topographisch Militärischen Charte des Herzogtums Holstein (1789–1796) Nr. 22 von Major Gustav Adolf von Varendorf eingezeichnet, 1894 erstmals im Adressbuch Gaarden-Ost aufgeführt, 1902 im Protokolltext der Gemeinderatssitzung erwähnt, 1910 nach dem alten Dorfteich in Wellingdorf in Altenteichstraße umbenannt unter Einbeziehung des ehemaligen Kirchenweges von Wellingdorf nach Elmschenhagen.
* Alte Reihe, Vorstadt
1835 erstmals im Kieler Adressbuch aufgeführt, 1945 im Zweiten Weltkrieg stark zerstört, seit Kriegsende unbewohnt, 1982 wurde die Straße aufgehoben – Im 17. Jahrhundert angelegte Häuserreihe auf dem Kuhberg.
Alter Ellerbeker Weg, Ellerbek
1990 wurde der durch den Neubau des Ellerbeker Weges parallel neben der neuen Straße verlaufende Abschnitt des früheren Ellerbeker Weges südlich der Lütjenburger Straße in Alter Ellerbeker Weg umbenannt.
Alter Kirchweg, Schilksee
1962 wurde der Name festgelegt.
Alter Markt, Altstadt
1242 bei der Gründung Kiels als Markt angelegt, 1959 einschließlich Rosenstraße, 1987 in Alter Markt umbenannt.
Alter Nienbrügger Weg, Suchsdorf
vor 1955 Holmredder, 1955 erstmals im Kieler Adressbuch als Nienbrügger Weg aufgeführt, 1978 in Alter Nienbrügger Weg umbenannt.
Alter Steenbeker Weg, Suchsdorf
1789 noch ohne Namen auf der Topographisch Militärischen Charte des Herzogtums Holstein (1789–1796) Nr. 10 von Major Gustav Adolf von Varendorf eingezeichnet – siehe Karte, bis 1976 Teil des Steenbeker Weges, 1908 ist im Kieler Stadtplan der Steenbeker Weg eingezeichnet, 1976 wurde der westlich der Eisenbahn Kiel–Flensburg verlaufende Abschnitt des bisherigen Steenbeker Weges (Nr. 201–227) nach dem Ortsteil Steenbek in Alter Steenbeker Weg umbenannt.
Alter Viedamm, Suchsdorf
als Viedamm angelegt, 1949 erstmals im Kieler Adressbuch aufgeführt, 1978 in Alter Viedamm und Neuer Viedamm umbenannt und dabei gleichzeitig verkürzt. (Vie – Sumpfwiese, Moor)
* Alte Schleuse, Holtenau
als Alte Schleuse angelegt, 1925 erstmals im Kieler Adressbuch aufgeführt, 1940 in Schleuse umbenannt – Straße zu den Schleusen des Nord-Ostsee-Kanals.
Alte Weide, Schreventeich
1929 nach einer alten Flurbezeichnung benannt.
* Alte Ziegelei, Russee
1966 wurde der Name beschlossen, 1978 wurde die Straße in die Rendsburger Landstraße einbezogen – Weg bei der ehemaligen Ziegelei.

## Am B

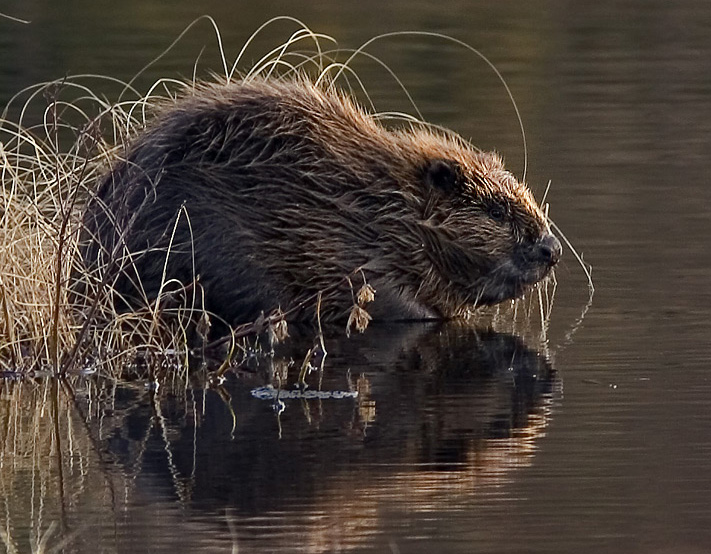
Europäischer Biber

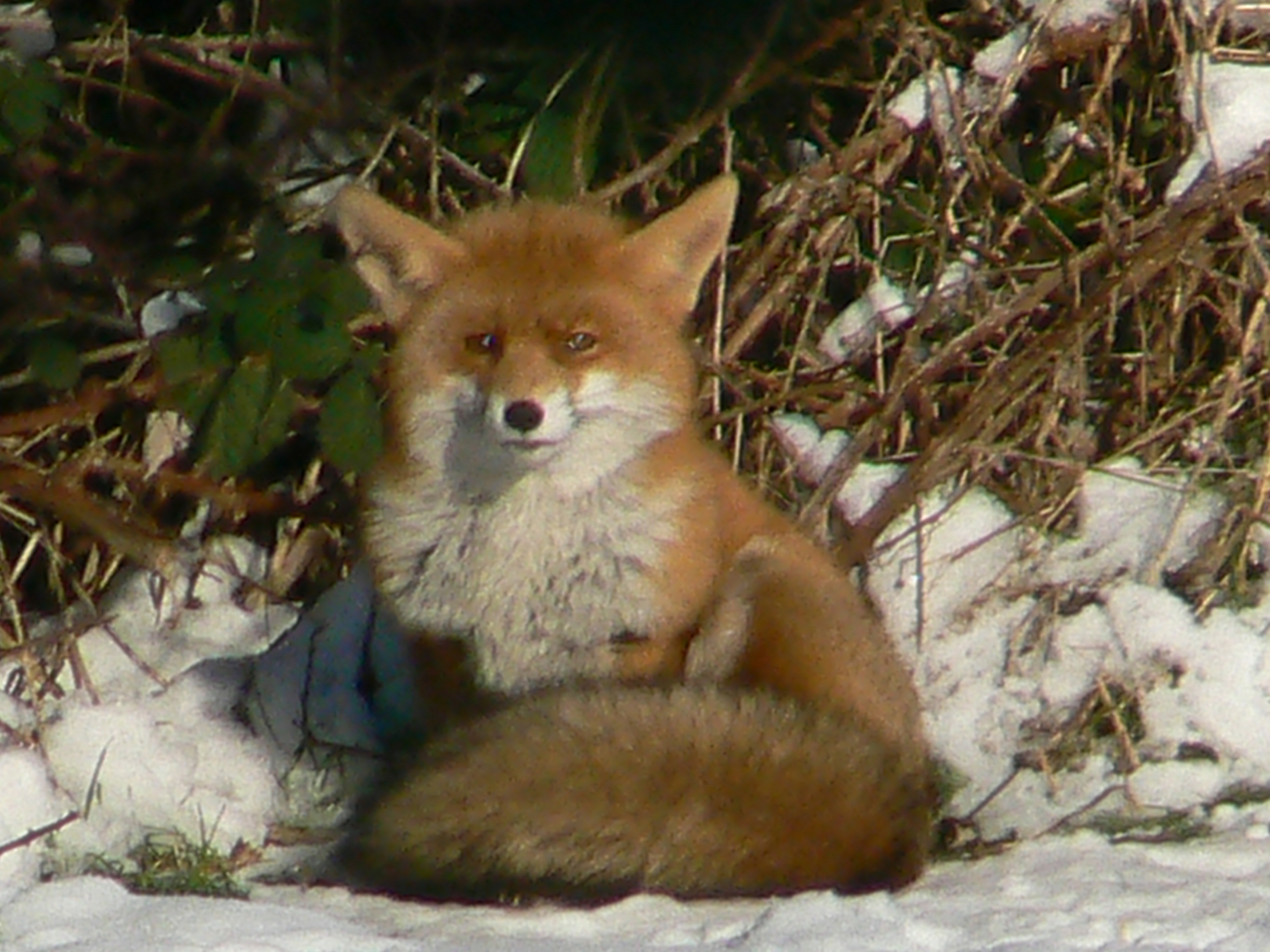
Ein Rotfuchs in Deutschland

* Am Bahnhof, Elmschenhagen
als Bahnhof angelegt, 1923 erstmals im Kieler Adressbuch aufgeführt, 1925 in Am Bahnhof umbenannt, 1936 in Bahnhofstraße einbezogen.
* Am Bahnhof, Meimersdorf
1949 erstmals im Kieler Adressbuch aufgeführt, 1977 in Meimersdorfer Weg einbezogen.
Am Bahnhof, Suchsdorf
1911 mit dem Bau des Suchsdorfer Bahnhofs angelegt, 1949 erstmals im Kieler Adressbuch aufgeführt – Straße am Bahnhof bzw. am Güterbahnhof.
* Am Ballastberg, Ellerbek, Wellingdorf
1890 wurde die Bergstraße angelegt, 1906 wurde die Verbindungsstraße angelegt, 1903 wurde die Auguststraße angelegt, 1910 wurden diese Straßen umbenannt in Am Balastberg, 1948 wurde die Straße Am Ballastberg in Ballastberg umbenannt. Aus dem am Wellingdorfer Strand gelegenen Sandberg entnahmen früher die hier leer abfahrenden Schiffe den notwendigen Ballast.
Am Biberbach, Meimersdorf
2005 nach heimischer Fauna benannt – hier Biber.
Am Blöcken, Russee
1951 nach einer Flurbezeichnung benannt, 1980 wurde die Straße verlängert – von der Köpenicker Straße bis zur Reinickendorfer Straße, 1993 wurde für die Verlängerung der Stichstraße Am Blöcken 69–79 die Bezeichnung Am Blöcken festgelegt.
Am Botanischen Garten, Ravensberg
1979 wurde der Name festgelegt – Straße am Neuen Botanischen Garten.
Am Dorfplatz, Meimersdorf
als Dorfstraße angelegt, 1950 wurde der Name Dorfstraße beschlossen, 1971 in Am Dorfplatz umbenannt.
* Am Dorfteich, Suchsdorf
1949 erstmals im Kieler Adressbuch aufgeführt, 1969 in Am Wiesenhof umbenannt.
Am Forsthaus Wittland, Hasseldieksdamm
als Wittland angelegt, 1910 erstmals im Kieler Adressbuch aufgeführt – zwischen Kronshagener Landweg und Kollhorster Weg, 1965 Neuer Verlauf: Die vom Skandinaviendamm in nördliche Richtung führende, dann in die bisherige Straße Wittland einmündende und mit dieser in westlicher Richtung gleichlaufende neue Erschließungsstraße erhält die Bezeichnung Wittland, 1970 wurde der westliche Teil der Straße Wittland in Am Forsthaus Wittland umbenannt.
* Am Friedhof, Friedrichsort
1923 erstmals im Kieler Adressbuch aufgeführt, 1925 in Am Kirchhof umbenannt.
Am Friedhof, Russee
1966 wurde der Name beschlossen – Weg führt am Friedhof entlang.
Am Fuchsbau, Meimersdorf
2005 nach heimischer Fauna benannt – hier Fuchs.

## Am G

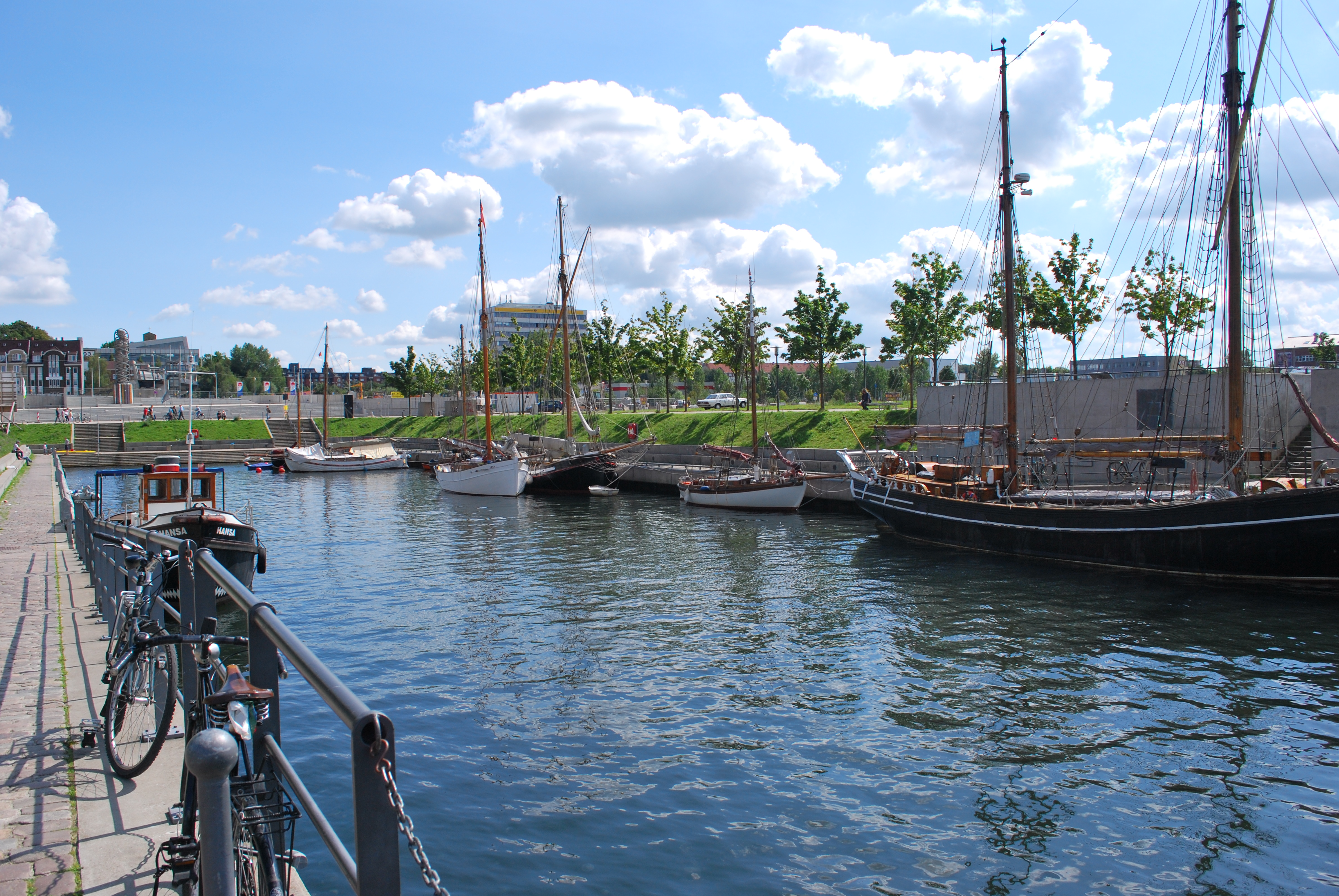
Germaniahafen

* Am Galgenteich, Exerzierplatz
1889 wurde der Name festgelegt, 1904 wurde die Straße in die Körnerstraße einbezogen.
Am Germaniahafen, Gaarden-Ost
2001 wurde der Name festgelegt – Straße verläuft an beiden Seiten des Germaniahafens.
Am Grünen Berg, Schilksee
1975 nach einer in der Nähe liegenden Erhebung Grüner Berg benannt.
Am Hain, Hassee
1936 wurde der Name festgelegt.
* Am Hang, Kroog
1912 nach einer Flurbezeichnung benannt, 1978 in Pottberghang umbenannt.
* Am Hang, Moorsee
1962 wurde der Name durch den Gemeinderat beschlossen, 1971 in Radbruch umbenannt.
* Am Hang, Russee
1960 wurde der Name durch den Gemeinderat beschlossen, 1970 in Erlenhorst umbenannt.
* Am Hasseer Bahnhof, Hassee
1909 wurde der Name durch den Gemeinderat beschlossen, 1910 in Altenrade umbenannt.
Am Hochbehälter, Elmschenhagen
1923 erstmals im Kieler Adressbuch aufgeführt, 1939 Friedlander Weg einschließlich Am Hochbehälter, 1967 wurde der Friedlander Weg Nr. 34–42 wieder in Am Hochbehälter umbenannt – Weist auf einen neben der Straße, jetzt allerdings unterirdisch, verlegten Wasserbehälter hin.
Am Hofe, Elmschenhagen
1995 wurde der Name festgelegt – Am Hofe, weil sich hier früher ein Hof (Bauernhof) befand.

## Am K

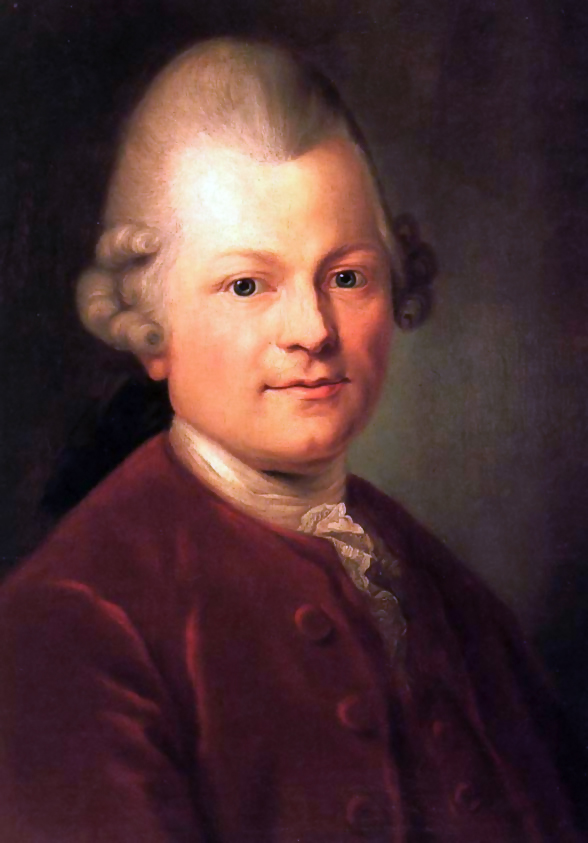
Gotthold Ephraim Lessing

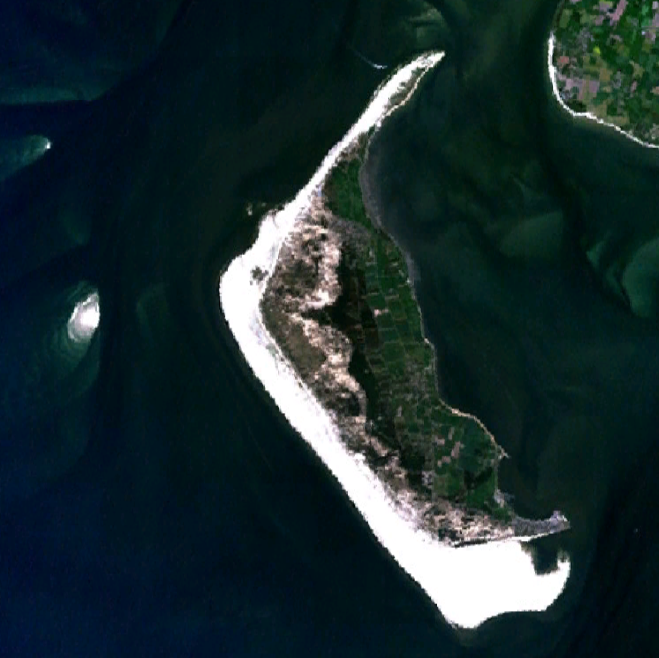
NASA-Satellitenbild von Amrum

* Am Kai, Holtenau
1895 bereits beim Bau des Nord-Ostsee-Kanals entstanden, 1933 wurde der Name festgelegt, 1977 in Tiessenkai umbenannt.
Am Kanal, Suchsdorf
als Margarethental angelegt, 1949 erstmals im Kieler Adressbuch aufgeführt, 1962 in Am Kanal umbenannt.
* Am Karpfenteich (Karpfenteich), Hassee
1907 zur Erinnerung an den auf dem Gelände ehemals vorhandenen Karpfenteich benannt.
Am Kiel-Kanal, Wik
1999 wurde die Zufahrtsstraße zur Firma Hagenuk/Tiptel mit Am Kiel-Kanal benannt, 2000 wurden die Planstraßen D, E, G und K im Gewerbepark Wik (ehemaliges Stadtwerkegelände) ebenfalls mit Am Kiel-Kanal benannt.
Am Kirchberg, Wellsee
1972 wurde der Name festgelegt – Die Stichstraße zweigt in nördlicher Richtung vom Kirchenberg ab.
Am Kirchgarten, Elmschenhagen
2001 wurde der Name festgelegt – Der Name steht sowohl mit der Kirche als auch mit der ruhigen und schönen Lage des Grundstückes in Bezug.
* Am Kirchhof, Friedrichsort
als Am Friedhof angelegt, 1923 erstmals im Kieler Adressbuch aufgeführt, 1925 in Am Kirchhof umbenannt, 1929 in die Falckensteiner Straße einbezogen.
* Am Kloster, Russee
1938 erstmals im Kieler Adressbuch aufgeführt, 1949 in den Klosterweg einbezogen.
Am Kurpark, Schilksee
1973 wurde der Name festgelegt – Die Straße führt am Kurpark entlang.
* Am Lessingplatz, Schreventeich
1900 nach Gotthold Ephraim Lessing benannt.
Am Lindenhof, Hasseldieksdamm
2005 wurde der Name festgelegt – Früher stand auf diesem Areal ein Bauernhof, der Lindenhof hieß. Vor dem Bauernhof standen Linden, von denen es heute noch zwei gibt.
Am Mondspiegel, Siedlung Oppendorf
1925 nach der sichelförmigen Anlage benannt.
Am Moorwiesengraben, Hassee
1992 nach einer alten Flurbezeichnung benannt.
* Am Neumarkt, Vorstadt
1869 wurde der Name für Straße zwischen Kehdenbrücke und Fleethörn (heute Rathausplatz) festgelegt, 1903 in Neumarkt einbezogen.
* Am Pferdeborn, Vorstadt
als Pferdeborn angelegt, 1799 erstmals im Taschenbuch für die Einwohner der Stadt Kiel aufgeführt, 1856 in Am Pferdeborn umbenannt, 1906 wieder in Pferdeborn umbenannt – Benannt nach einer früheren Tränkstelle im früheren Mühlenbach, die Pferdebörne.
* Am Ravensberg, Ravensberg
1905 nach einer alten Flurbezeichnung benannt, auf den Stadtplänen 1908–1928 heißt die Straße Ravensberg, nach 1930 wurde aus dem Abschnitt Hansastraße bis Esmarchstraße die Niebuhrstraße.
Am Reben, Meimersdorf
1967 nach einer Flurbezeichnung benannt.
Amrumring, Suchsdorf
1962 als Amrumstraße angelegt, 1963 nach der Nordseeinsel Amrum benannt.
* Amrumstraße, Suchsdorf
1962 wurde der Name festgelegt, 1963 nach der Nordseeinsel Amrum in Amrumring umbenannt.
* Am Rohdehoffplatz, Ellerbek
1930 erstmals im Kieler Adressbuch aufgeführt, 1968 nicht mehr im Straßenverzeichnis, heute bebaut durch Ellerbeker Schule (Klausdorfer Weg 62–64) – Rektor Jürgen Rohdehoff war als Stadtrat Vorsitzender der Sport- und Spielkommission.
Am Russee, Russee
1970 wurde der Name für die Straße zum Vorderen Russee festgelegt.
* Am Russenberg, Wellingdorf
als Russenberg angelegt, 1925 erstmals im Kieler Adressbuch aufgeführt, 1936 in Am Russenberg umbenannt, 1970 neuer Verlauf parallel zum Rundweg, 1975 im Stadtplan namentlich nicht mehr aufgeführt (Russenberg 40,8 m).

## Am S

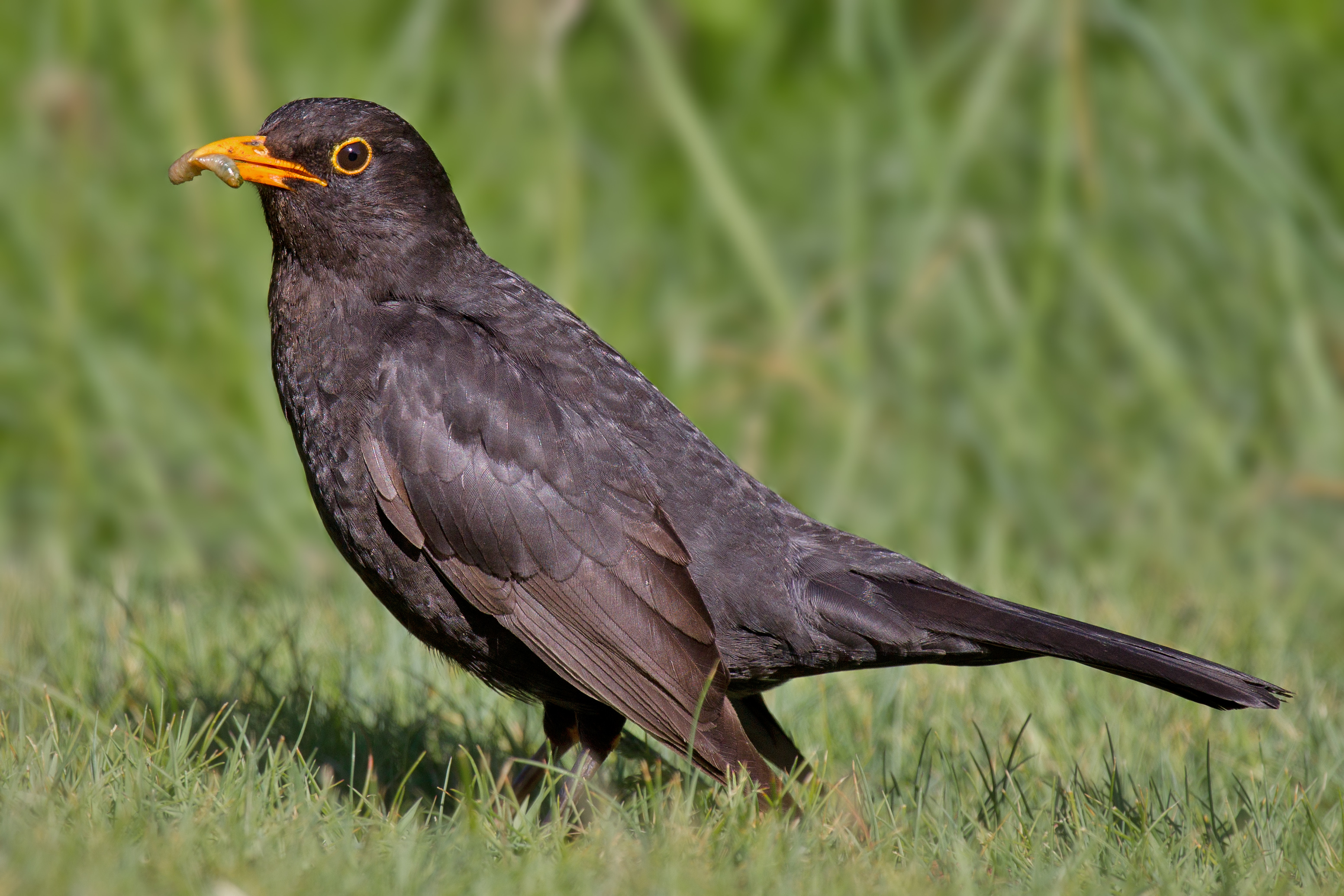
Amsel ♂

Am Sandberg, Gaarden-Süd
1937 nach der Flurbezeichnung benannt.
Am Schießstand, Holtenau
1936 wurde der Name festgelegt, 1978 wurde der Straßenabschnitt zwischen Am Jägersberg (Altenholz) und Prinz-Heinrich-Straße als Verlängerung der Straße Am Schießstand ebenfalls mit Am Schießstand bezeichnet, 1997 wurde die Straße Am Schießstand von Am Jägersberg bis zum Friedrich-Voß-Ufer in die Gemeinde Altenholz umgemeindet, 1998 in Oskar-Kusch-Straße umbenannt.
* Am Schloßgarten, Altstadt, Düsternbrook
1869 wurde der Name festgelegt, 1883 in Schloßgarten umbenannt – Straße führt am Schloßgarten entlang.
* Am Schützenwall / Schützenwall, Südfriedhof
1874 wurde die Auslegung einer Straße von der Kirchhofallee zu den Schützengärten (Deliusstraße) und von da bis zur Ringstraße durch Zimmermeister Haß und Baumaterialienhändler Matzen beschlossen, 1875 wurde der Name festgelegt, 1895 in Schützenwall umbenannt – Nach den Schießständen der Großen Grünen Schützengilde benannt.
Am Schulwald, Elmschenhagen
2005 wurde der Name festgelegt – Der angrenzende Wald wurde Ende 1940 von Schülern angepflanzt.
Am Seefischmarkt, Wellingdorf
bis 1958 Teil der Schönberger Straße, 1958 entstand durch Begradigung der Schönberger Straße im Abschnitt zwischen Wischhofstraße und Gabelsbergerstraße ein neuer Straßenabschnitt, der auch Schönberger Straße genannt wurde. Der abgeschnittene Bogen der bisherigen Straße erhält den Namen Am Seefischmarkt.
Am Seeufer, Russee
1998 wurde die neue Stichstraße, die von der Rendsburger Landstraße abzweigt und zum Vorderen Russee führt, Am Seeufer benannt.
Amselsteig, Gaarden-Süd
1950 wurde der Name festgelegt, der Straßenname steht in Verbindung mit dem Wohngebiet Grünes Herz – hier Amseln.
* Am Strand, Friedrichsort
1925 erstmals im Kieler Adressbuch aufgeführt, 1936 in Deichweg umbenannt.
* Am Strande, Wellingdorf
1894 erstmals im Adressbuch Gaarden-Ost aufgeführt, 1904 in Strandstraße umbenannt.
Am Studentenhaus, Ravensberg
1979 wurde der Name festgelegt – Straße auf dem Universitätsgelände.
Am Tannenberg, Steenbek-Projensdorf
1930 nach einer Flurbezeichnung benannt – (Tannenberg 37,0 m).
Am Taubenkrug, Russee
1929 wurde der Name beschlossen.
Am Teich, Rönne
1967 wurde die Straße um den Dorfteich und die ehemalige Schule mit Am Teich benannt.
* Am Tröndelsee, Elmschenhagen
1923 erstmals im Kieler Adressbuch aufgeführt, 1963 noch im Adressbuch aufgeführt, ?
Am Voßberg, Hassee
1934 nach einer Flurbezeichnung benannt.
Am Waldrand, Hassee
2001 wurde der Name festgelegt – Die im rückwärtigen Bereich der Häuser Damaschkeweg 56–96 zum Teil neu entstandene Straße erhält den Namen Am Waldrand.
* Am Wall / Wall, Altstadt
als Wall angelegt, 1835 erstmals im Kieler Adressbuch aufgeführt, 1856 wurde das Teilstück: Holstenstraße bis Schuhmacherstraße in Am Wall und das Teilstück: Schuhmacherthor bis Kattenstraße in Damenstraße umbenannt, 1904 wurde die bisherige Damenstraße in Am Wall einbezogen, 1906 in Wall umbenannt.
Am Wellsee, Kroog
1908 erstmals im Kieler Adressbuch aufgeführt, 1979 bis Rönner Weg verlängert – Flurbezeichnung im früheren Dorf Elmschenhagen.
Am Wiesenhof, Suchsdorf
als Am Dorfteich angelegt, 1949 erstmals im Kieler Adressbuch aufgeführt, 1969 in Am Wiesenhof umbenannt.
Am Wildgehege, Steenbek-Projensdorf
1958 als Rethbrook angelegt, 1978 in Am Wildgehege umbenannt.
* Am Wilhelmplatz, Schreventeich
1894 als Wilhelmplatz angelegt, 1895 in Am Wilhelmplatz umbenannt, 1906 nach Kaiser Wilhelm I in Wilhelmplatz umbenannt.
Am Wohld, Hasseldieksdamm
1923 erstmals im Kieler Adressbuch aufgeführt – Siedlungsstraße am Hasseldieksdammer Wald.

## An

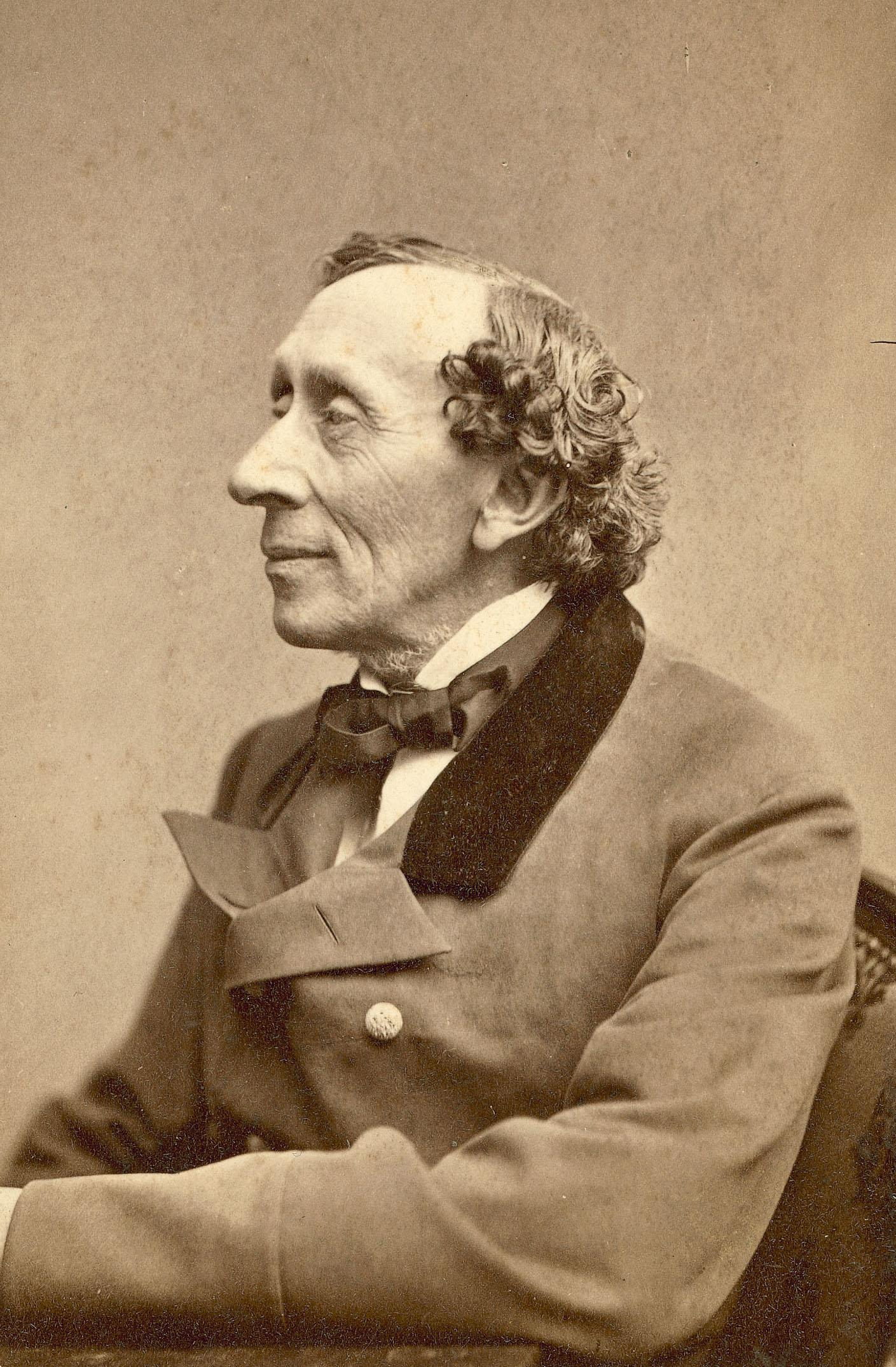
Hans Christian Andersen

An den Birken, Russee
1953 als Birkenweg angelegt, 1970 in An den Birken umbenannt.
An der Au, Suchsdorf
1962 wurde der Name festgelegt – Spazierweg an der Ottendorfer Au.
An der Halle 400, Gaarden-Ost
2001 nach dem Medienhaus Halle 400 benannt.
An der Holsatiamühle, Neumühlen-Dietrichsdorf
vor 1968 Schönkirchener Straße, 1968 wurde der Name An der Holsatiamühle festgelegt – Die Straße führt an der Holsatiamühle vorbei.
An der Kleinbahn, Wellsee
1983 wurde der Name festgelegt – Die Straße an der Kleinbahn Kiel – Schönberg.
* An der Knooper Landstraße, Wik
1789 noch ohne Namen auf der Topographisch Militärischen Charte des Herzogtums Holstein (1789–1796) Nr. 10 von Major Gustav Adolf von Varendorf eingezeichnet, 1884 erstmals im Kieler Adressbuch aufgeführt, 1891 nach Gut Knoop in Knooper Landstraße umbenannt, heute Projensdorfer Straße.
An der Meierei, Moorsee
2005 nach der hier früher ansässigen Meierei benannt.
An der Schanze, Friedrichsort
1875 Der ehemalige Weg von der Marinegarnison zur Grenze der Festungsländereien zwischen der Falckensteiner- und Friedrichsorter Straße war bereits 1875 angelegt und wurde 1887 als Straße ausgebaut, womit der Anschluss an den Landweg nach Pries (Friedrichsorter Straße) erfolgte. 1929 wurde der Name für den Straßenzug zwischen Friedrichsorter Straße und Christianspries mit An der Schanze festgelegt – Nach den früher dort befindlichen alten Schanzen.
Andersenweg, Pries
1965 nach Hans-Christian Andersen benannt.
An Dörpdiek, Suchsdorf
1969 nach einer Flurbezeichnung benannt.
Andreas-Gayk-Straße, Vorstadt
1950 als Neue Straße angelegt, 1954 nach Andreas Gayk in Andreas-Gayk-Straße umbenannt. Bis zum Bau der Neuen Straße hieß er Abschnitt zwischen Ziegelteich und Schevenbrücke Klinke (1799–1950).
Andreas-Hofer-Platz, Elmschenhagen
1939 nach Andreas Hofer benannt.
Andresenstraße, Hassee
1962 nach Dr. h. c. Ludwig Andresen (10. Juni 1880 bis 16. Dezember 1940) benannt – Schleswig-Holsteinischer Geschichtsforscher, Schriftführer der Gesellschaft für Kieler Stadtgeschichte.
Anemonenweg, Meimersdorf
2008 wurde der Name Anemonenweg mit Bezug auf den Begriff Meimersdorf-Gartenstadt festgelegt.
Ankerplatz, Schilksee
1965 wurde der Name festgelegt – Es wurden Straßennamen gewählt, die auf den Charakter des Ortsteiles Schilksee als ehemaliges Fischerdorf hinweisen.
Anlegestelle Sonnenforum, Vorstadt
1999 wurde der Name festgelegt – Nach dem Sonnenforum der Kieler Stadtwerke an diesem Platz benannt.
Anna-Pogwisch-Platz, Altstadt
2001 nach Anna Pogwisch (1634–1722) benannt.
Anneliese-Pinn-Weg, Steenbek-Projensdorf
2008 nach Anneliese Pinn (14. Dezember 1900 bis 20. Juni 1991) benannt – Anneliese Pinn leitete den Fürsorgeverein Kieler Mädchenheim e. V., Gründerin der Marie-Christian-Heime (Waldhof).
Annenstraße, Brunswik
1869 wurde der Name festgelegt, 1872 wurde die Annenstraße von Holtenauer Straße nach dem Langen Segen verlängert, 1937 wurde das Teilstück Knooper Weg bis Hansastraße in Saldernstraße umbenannt.
* Annenstraße, Ellerbek
1878 wurde der Name festgelegt, 1909 in Wahlestraße umbenannt.
Antipper, Gaarden-Ost
2001 wurde der Name festgelegt, neben Ortsbezeichnungen erinnern auch Berufe an die Geschichte des Kai-City Geländes – Antipper markierten die für das Nieten notwendigen Löcher auf den Verbandsteilen mit einem besonderen Werkzeug.
Apenrader Straße, Holtenau
1922 als Marxstraße angelegt, 1933 nach der Stadt Apenrade umbenannt.
* Apud Macellas Carnificum – Rosenstraße, Altstadt
Arfrade, Hassee
vor 1911 Teil des Mühlenweges, 1910 Ehemalige Abzweigung vom Mühlenweg mit gleichem Namen (s. Mühlenweg) erhält den Namen Arfrade.
Arkonastraße, Wik
1904 nach der Holzkorvette Arcona benannt.
Arndtplatz, Schreventeich
1900 nach Ernst Moritz Arndt benannt.
Arnold-Heller-Straße, Brunswik
1962 nach Arnold Heller (1840–1913) benannt – Heller war Professor der Pathologie an der Universität Kiel seit 1872, Tuberkuloseforscher, Mitglied der Stadtverordnetenversammlung.
Arwed-Emminghaus-Weg, Düsternbrook
2015 nach Arwed Emminghaus (1831–1916) benannt – Emminghaus war Mitbegründer der Deutschen Gesellschaft zur Rettung Schiffbrüchiger, gegründet 1865 in Kiel.

## As

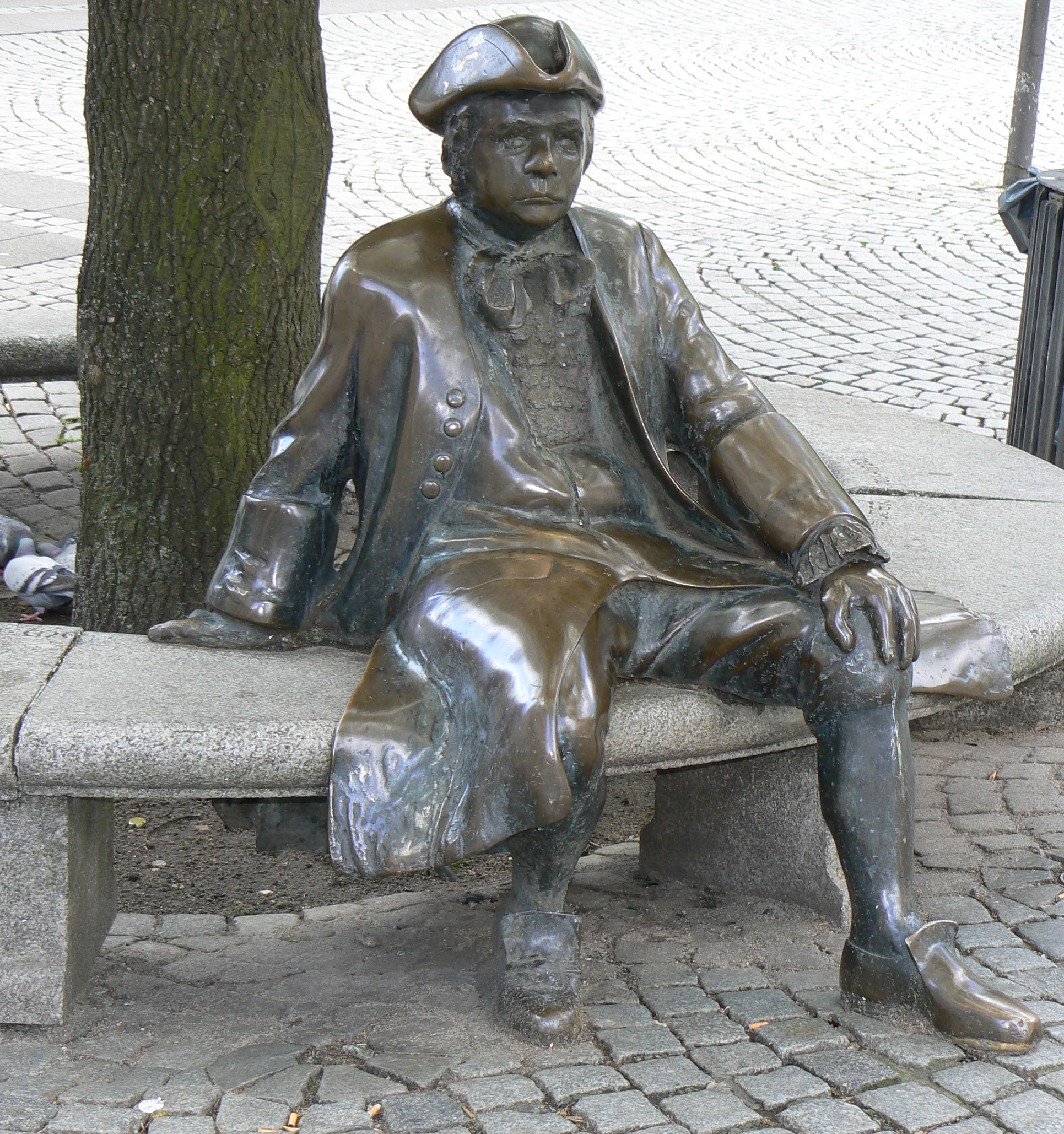
Plastik am Asmus-Bremer-Platz

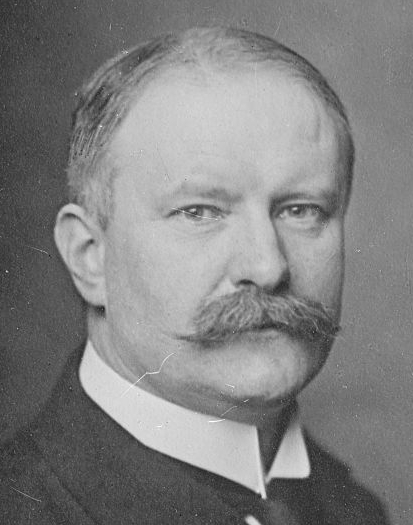
August Bier

Aschauweg, Schreventeich
1914 wurde der Name festgelegt.
Ascheberger Straße, Gaarden-Süd
1938 nach der Gemeinde Ascheberg benannt.
Asmus-Bremer-Platz, Vorstadt
1975 nach Asmus Bremer benannt.
Asmusstraße, Gaarden-Süd
1904 nach Asmus Bustorf benannt – Bauunternehmer und Gemeindevertreter in Gaarden.
Astrid-Lindgren-Weg, Mettenhof
1984 nach Astrid Lindgren benannt.
Auberg, Wik
1789 noch ohne Namen auf der Topographisch Militärischen Charte des Herzogtums Holstein (1789–1796) Nr. 11 von Major Gustav Adolf von Varendorf eingezeichnet, 1910 erstmals im Kieler Adressbuch aufgeführt – Nach der Geländeerhebung Auberg benannt.
Aubrook, Hassee
1789 noch ohne Namen auf der Topographisch Militärischen Charte des Herzogtums Holstein (1789–1796) Nr. 21 von Major Gustav Adolf von Varendorf eingezeichnet – siehe Karte, 1908 erstmals als Weg nach Hasseldieksdamm im Kieler Adressbuch aufgeführt, 1910 in Russeer Weg umbenannt, 1911 nach einer Flurbezeichnung in Aubrook umbenannt.
Auf der Wurth, Schilksee
1980 nach einer Flurbezeichnung benannt.
* Auffahrt zur Gablenzstraße, Südfriedhof
1937 wurde der Name festgelegt, 2006 wurde der Name von der Ratsversammlung aufgehoben – Durch den Bau der neuen Gablenzbrücke überbaut.
* August-Bier-Straße, Schreventeich
1938 wurde der Name festgelegt, 1967 in August-Bier-Weg umbenannt.
August-Bier-Weg, Schreventeich
1938 als August-Bier-Straße angelegt, 1967 nach August Bier in August-Bier-Weg umbenannt.
* Augustenburger Platz, Vorstadt
1907 nach der Augustenburger Linie der schleswig-holsteinischen Herzöge, dem Stammhaus der verstorbenen Kaiserin Auguste Victoria benannt, 1947 in Stresemannplatz umbenannt.
Augustenstraße, Gaarden-Ost
1875 erstmals im Kieler Adressbuch aufgeführt, 1901 wurde die Kasernenstraße einbezogen, 1996 wurde der nach Südosten abzweigende Teil der Augustenstraße (Zufahrt zum ehemaligen Pickert-Gelände) in Gustav-Schatz-Hof umbenannt – Die Augustenstraße wurde nach der Tochter Auguste des früheren Grundstückseigentümers H. Schlüter benannt.
* Augustenstraße, Ellerbek
1898 erstmals im Kieler Adressbuch aufgeführt, 1901 bis zur Katharinenstraße verlängert, 1910 in Wellingdorfer Straße umbenannt.
* Augustenstraße, Neumühlen-Dietrichsdorf
1884 im Protokolltext der Gemeinderatssitzung erwähnt, 1894 erstmals im Adressbuch Gaarden-Ost erwähnt, 1925 in Moorblöcken umbenannt.
* Auguststraße, Wellingdorf
1903 wurde der Name festgelegt, 1910 wurden die ehemalige Bergstraße, Verbindungsstraße und Augustenstraße in Am Ballastberg umbenannt.
August-Hinrichs-Weg, Friedrichsort
1965 nach August Hinrichs benannt.
August-Sievers-Ring, Wellingdorf
1961 nach August Sievers benannt.
Auguste-Viktoria-Straße, Vorstadt
1905 nach der letzten deutschen Kaiserin Auguste Viktoria benannt.
* Ausbau, Elmschenhagen
1912 erstmals im Kieler Adressbuch aufgeführt, 1936 in Jettkorn umbenannt.